# Сельское поселение Чулковское
Сельское поселение Чулко́вское — упразднённое муниципальное образование (сельское поселение) в Раменском муниципальном районе Московской области России.
Административный центр — посёлок имени Тельмана.

## История
Образовано 1 января 2006 года законом Московской области от 25 февраля 2005 года № 55/2005-ОЗ «О статусе и границах Раменского муниципального района и вновь образованных в его составе муниципальных образований», включило 14 населённых пунктов позже упразднённого и вобрало в себя населённые пункты позже упразднённого Чулковского сельского округа.
4 мая 2019 года Раменский муниципальный район был упразднён, а все входившие в него городские и сельские поселения объединены в новое единое муниципальное образование — Раменский городской округ.

## Население
| 2007  | 2008  | 2009  | 2010  | 2011  | 2012  | 2013  |
| ----- | ----- | ----- | ----- | ----- | ----- | ----- |
| 5904  | ↗5931 | ↗5998 | ↗6573 | ↗6741 | →6741 | ↗6971 |
| 2014  | 2015  | 2016  | 2017  | 2018  | 2019  |       |
| ↗7122 | ↗7197 | ↗7318 | ↗7481 | ↗7606 | ↗7683 |       |

## Географические данные
Общая площадь — 57,13 км².
По территории поселения проходит федеральная автомобильная дорога М5 «Урал» Москва — Челябинск (Новорязанское шоссе).

## Населённые пункты
В состав поселения входят 14 населённых пунктов: 1 посёлок, 3 села и 10 деревень.
| Наименование         | Вид     | Население, чел. (2006) | ОКАТО          | Бывшая административная единица до 2005 года |
| -------------------- | ------- | ---------------------- | -------------- | -------------------------------------------- |
| Еганово              | село    | 101                    | 46 248 891 006 | Чулковский сельский округ                    |
| Жуково               | деревня | 0                      | 46 248 891 010 | Чулковский сельский округ                    |
| Зелёная Слобода      | село    | 74                     | 46 248 891 008 | Чулковский сельский округ                    |
| им. Тельмана         | посёлок | 4017                   | 46 248 891 001 | Чулковский сельский округ                    |
| Какузево             | деревня | 31                     | 46 248 891 009 | Чулковский сельский округ                    |
| Каменное Тяжино      | деревня | 67                     | 46 248 891 007 | Чулковский сельский округ                    |
| Кулаково             | деревня | 300                    | 46 248 891 005 | Чулковский сельский округ                    |
| Михайловская Слобода | село    | 201                    | 46 248 891 004 | Чулковский сельский округ                    |
| Нижнее Мячково       | деревня | 575                    | 46 248 891 011 | Чулковский сельский округ                    |
| Прудки               | деревня | 65                     | 46 248 891 013 | Чулковский сельский округ                    |
| Редькино             | деревня | 34                     | 46 248 891 015 | Чулковский сельский округ                    |
| Титово               | деревня | 41                     | 46 248 891 012 | Чулковский сельский округ                    |
| Чулково              | деревня | 325                    | 46 248 891 003 | Чулковский сельский округ                    |
| Щеголево             | деревня | 52                     | 46 248 891 014 | Чулковский сельский округ                    |